# Hallgeir Engebråten
Hallgeir Engebråten, né le 17 décembre 1999 à Kongsvinger, est un patineur de vitesse norvégien.

## Biographie
Hallgeir Engebråten est médaillé de bronze en poursuite par équipes aux Championnats d'Europe de patinage de vitesse en 2020 à Heerenveen. Il est ensuite médaillé de bronze sur 5 000 mètres et médaillé d'argent en poursuite par équipes aux Championnats d'Europe de patinage de vitesse 2022 à Heerenveen.
Le 6 février 2022, il remporte la médaille de bronze du 5 000 mètres des Jeux olympiques d'hiver de 2022 à Pékin.